# الانتخابات العامة في مالاوي 2019
أجريت الانتخابات العامة في مالاوي في 21 مايو 2019 لانتخاب الرئيس والجمعية الوطنية ومستشاري الحكومة المحلية. وكانت النتيجة الأولية هي إعادة انتخاب الرئيس الحالي بيتر موثاريكا من الحزب الديمقراطي التقدمي، مع بقاء حزبه الأكبر في الجمعية الوطنية. ولكن في 3 فبراير 2020 ألغت المحكمة الدستورية في مالاوي نتائج هذه الانتخابات بسبب مخالفات واسعة النطاق وأمرت بإجراء انتخابات جديدة.

## النظام الانتخابي
يتم انتخاب رئيس مالاوي باستخدام طريقة "الفوز للأكثر أصواتًا"، بمعنى أن المرشح الذي يحصل على أكبر عدد من الأصوات هو الفائز في الانتخابات. ويتم انتخاب أعضاء الجمعية الوطنية البالغ عددهم 193 عضوًا بنفس الطريقة في دوائر انتخابية لكلٍ منها عضو واحد.

## المرشحين للرئاسة

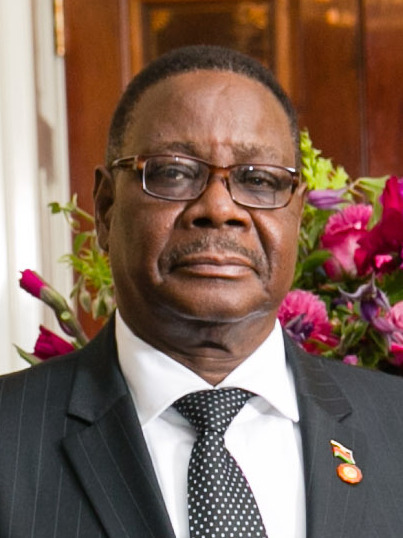
آرثر بيتر موثاريكا 2014

ترشح في هذه الانتخابات عشرة مرشحين لمنصب الرئيس، من بينهم الرئيس الحالي بيتر موثاريكا من الحزب الديمقراطي التقدمي الذي ترشح لفترة ولاية ثانية. كما ترشح نائب الرئيس شاولوس شيليما عن حركة التحول المتحدة (UTM)، بعد أن ترك الحزب الديمقراطي التقدمي في عام 2018. وكان من بين المرشحين الآخرين لازاروس تشاكويرا (حزب المؤتمر في مالاوي) وأتوبيلي مولوزي (الجبهة الديمقراطية المتحدة).
كانت الرئيسة السابقة جويس باندا (حزب الشعب) قد جهزت في الأصل للترشح للرئاسة، لكنها سحبت ترشيحها قبل شهرين من الانتخابات؛ وأيدت لاحقًا مرشح المعارضة لازاروس تشاكويرا.

## النتائج الأولية

### رئيس مالاوي
| مرشح                        | مرشح                        | حزب                         | الأصوات | ٪     |
| --------------------------- | --------------------------- | --------------------------- | ------- | ----- |
|                             | بيتر موثاريكا               | الحزب التقدمي الديمقراطي    | 1940709 | 38.57 |
|                             | لازاروس تشاكويرا            | حزب مؤتمر مالاوي            | 1781740 | 35.41 |
|                             | سولوس شيليما                | حركة التحول المتحدة         | 1018369 | 20.24 |
|                             | أتوبيل مولوزي               | الجبهة الديمقراطية المتحدة  | 235164  | 4.67  |
|                             | بيتر كواني                  | حركة Mbakuwaku للتنمية      | 20369   | 0.40  |
|                             | جون يوجين تشيسي             | حزب أومودزي                 | 19187   | 0.38  |
|                             | هادويك كاليا                | مستقل                       | 15726   | 0.31  |
| أصوات غير صالحة / فارغة     | أصوات غير صالحة / فارغة     | أصوات غير صالحة / فارغة     | 74719   | -     |
| مجموع                       | مجموع                       | مجموع                       | 5105983 | 100   |
| الناخبين المسجلين / الاقبال | الناخبين المسجلين / الاقبال | الناخبين المسجلين / الاقبال | 6859570 | 74.44 |
| المصدر: MEC                 |                             |                             |         |       |

### الجمعية الوطنية لمالاوي
| حزب                         | حزب                         | تصويت | ٪   | مقعد | +/-  |
| --------------------------- | --------------------------- | ----- | --- | ---- | ---- |
|                             | الحزب التقدمي الديمقراطي    |       |     | 62   | +11  |
|                             | حزب مؤتمر مالاوي            |       |     | 55   | +7   |
|                             | الجبهة الديمقراطية المتحدة  |       |     | 10   | -4   |
|                             | حزب الشعب                   |       |     | 5    | -21  |
|                             | حركة التحول المتحدة         |       |     | 4    | جديد |
|                             | التحالف من أجل الديمقراطية  |       |     | 1    | ± 0  |
|                             | المستقلين                   |       |     | 55   | +3   |
| يتم تحديدها                 | يتم تحديدها                 | -     | -   | 1    | -    |
| أصوات غير صالحة / فارغة     | أصوات غير صالحة / فارغة     |       | -   | -    | -    |
| مجموع                       | مجموع                       |       | 100 | 193  | 0    |
| الناخبين المسجلين / الاقبال | الناخبين المسجلين / الاقبال |       |     | -    | -    |
| المصدر: مارافي بوست         |                             |       |     |      |      |

### الانتخابات المحلية
| حزب                         | حزب                         | الأصوات | ٪   | مقاعد | +/-  |
| --------------------------- | --------------------------- | ------- | --- | ----- | ---- |
|                             | الحزب التقدمي الديمقراطي    |         |     |       |      |
|                             | حزب مؤتمر مالاوي            |         |     |       |      |
|                             | حركة التحول المتحدة         |         |     |       | جديد |
|                             | المستقلين                   |         |     |       | جديد |
| أصوات غير صالحة / فارغة     | أصوات غير صالحة / فارغة     |         | -   | -     | -    |
| مجموع                       | مجموع                       |         | 100 |       |      |
| الناخبين المسجلين / الاقبال | الناخبين المسجلين / الاقبال | 6859570 |     | -     | -    |
| المصدر: MEC ، NPL           |                             |         |     |       |      |

## الحكم ببطلانها
كانت نتائج انتخابات 2019 مثيرة للجدل إلى حد كبير، وهو ما دعى زعماء المعارضة بقيادة لازاروس تشاكويرا وساولوس شيليما للطعن في النتائج أمام المحكمة. وعقب إعلان النتائج جرت احتجاجات على مستوى البلاد في مايو ويونيو ويوليو 2019، حيث اتهم أنصار المعارضة بيتر موثاريكا وجين أنساه بالتزوير. كما طالبوا باستقالة رئيسة اللجنة الانتخابية في مالاوي جين أنساه. نظم الشباب المالاوي حملة «جين أنساه يجب أن ترحل»، والتي شملت أيامًا من الاحتجاجات في عدة مدن. ولكن رداً على ذلك، نظمت آلاف النساء في مالاوي احتجاجات تضامنية تحت عنوان «أنا جان أنساه» بعد أن زعمت أن «أنساه» كانت ضحية للتمييز بين الجنسين.
في 3 فبراير 2020، وصل قُضاة المحكمة الدستورية في مالاوي إلى العاصمة ليلونغوي لإعلان حكمهم في نتائج الانتخابات الرئاسية المتنازع عليها، بعد السفر في سيارة عسكرية مع حراسة مشددة للشرطة. تناوب القضاة على قراءة القرار المكون من 500 صفحة على مدار أكثر من سبع ساعات. ألغى الحكم نتائج الانتخابات، وخلص إلى أنها كانت مزورة وليست حرة ونزيهة. واستشهد الحكم بالغش المستشري، والعبث في النتائج والعديد من الممارسات الخاطئة الأخرى، وبناءً على ذلك يكون انتخاب موثاريكا غير صحيح، وبالتالي لم يعد رئيسا. كما تم عزل جميع النواب والمستشارين من مناصبهم. أمر القضاة بإجراء انتخابات جديدة في غضون 150 يومًا.